# Aplocheilus
 Aplocheilus és un gènere de peixos de la família Aplocheilidae i de l'ordre dels ciprinodontiformes.

## Taxonomia
- Aplocheilus blockii (Arnold, 1911)
- Aplocheilus dayi (Steindachner, 1892)
- Aplocheilus kirchmayeri (Berkenkamp & Etzel, 1986)
- Aplocheilus lineatus (Valenciennes, 1846)
- Aplocheilus panchax (Hamilton, 1822)
- Aplocheilus parvus (Sundara Raj, 1916)
- Aplocheilus werneri (Meinken, 1966)[1][2][3]